# Rosmaridifenol
El rosmaridifenol és un diterpè fenòlic que es troba en el romaní (Salvia rosmarinus). La seva fórmula química és C20H28O₃ i té una massa molecular de 316,4 g/mol.
Té propietats antioxidants.